# Rastoke
Rastoke és un poble de Croàcia situat al comtat de Karlovac, i que pertany al municipi de Slunj. El 2021 tenia 46 habitants.